# Doljani (gmina Jablanica)
Doljani – wieś w Bośni i Hercegowinie, w Federacji Bośni i Hercegowiny, w kantonie hercegowińsko-neretwiańskim, w gminie Jablanica. W 2013 roku liczyła 483 mieszkańców, z czego większość stanowili Chorwaci.